# Chip Cox
Chip Cox, né le 24 juin 1983 à Columbus (Ohio), est un joueur américain de football canadien. Il joue à la position de secondeur. Il a été sous contrat avec les Lions de Détroit et les Redskins de Washington sans jouer de match dans la NFL. Il joue de 2006 à 2018 pour les Alouettes de Montréal de la Ligue canadienne de football.
Il est intronisé au Temple de la renommée du football canadien en 2022.

## Trophées et honneurs
- Joueur défensif par excellence de la Ligue canadienne de football : 2013
- Trophée James-P.-McCaffrey (meilleur joueur défensif de la division Est) : 2013
- Équipe d'étoiles de la Ligue canadienne de football: 2009-2011, 2013
- Équipe d'étoiles de la division Est de la LCF: 2009-2014
- Élu au Temple de la renommée du football canadien: 2022